# Osiglietta
L'Osiglietta è un torrente che scorre in provincia di Savona; è affluente della Bormida di Millesimo.

## Percorso

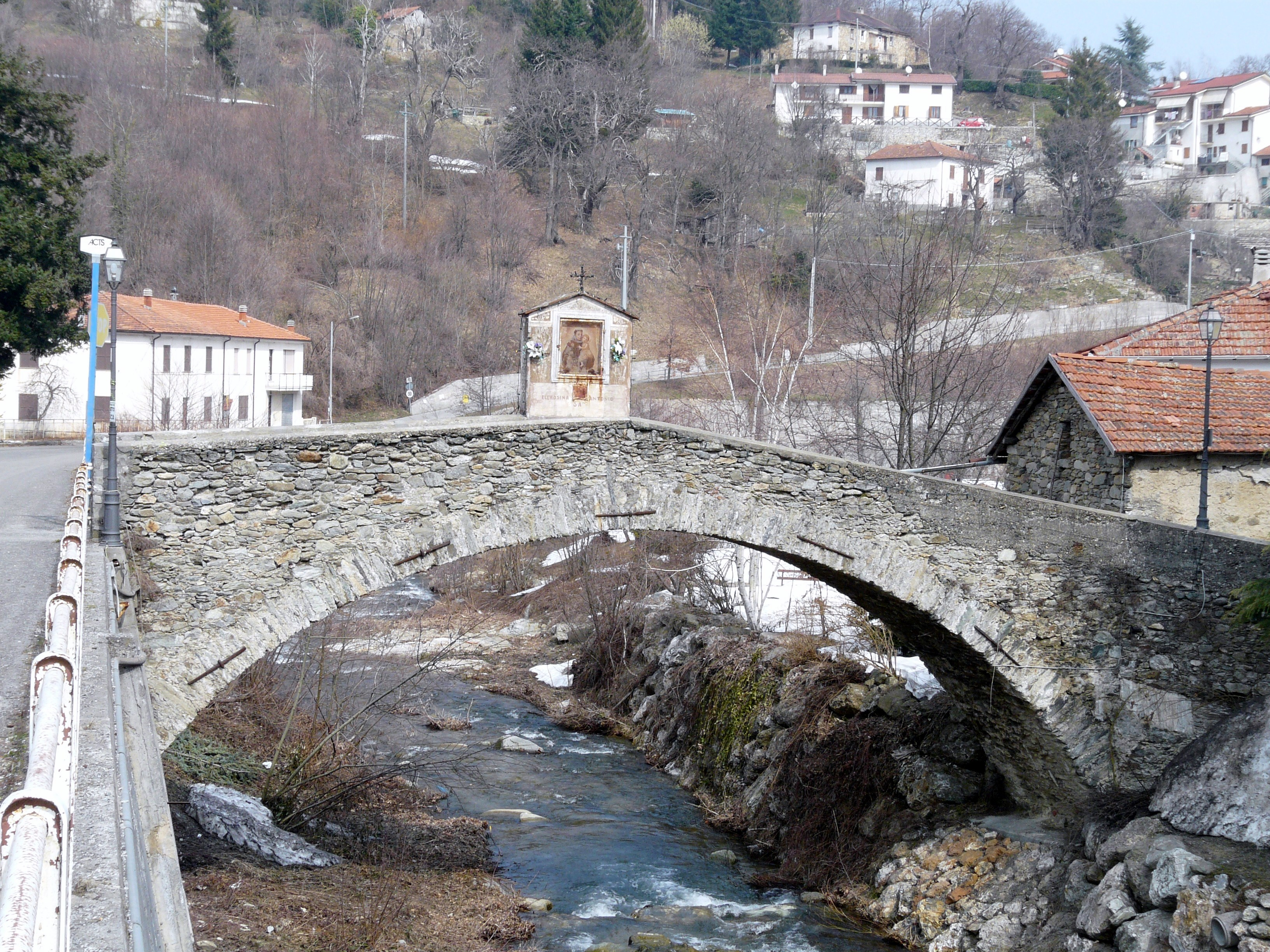
Un antico ponte sul torrente

Il torrente nasce dall'unione di vari rami sorgentizi in frazione Ripa (comune di Osiglia). Il più lungo di questi, il torrente Melogno, nasce attorno agi 1325 m s.l.m. sulle pendici settentrionali del Monte Settepani.
L'Osiglietta scende verso nord-ovest fino alla frazione Barberis, a velle della quale è presente il lago di Osiglia, un invaso artificiale la cui diga fu completata nel 1939. Il bacino è ad uso principalmente idroelettrico ed è di proprietà di Tirreno Power. Il lago è attraversato più o meno a metà della sua lunghezza da un ponte stradale che dà accesso alla frazione Ciosa. Il lago è piuttosto noto per la pesca sportiva.
Oltre la diga la vallata si fa più ripida e il corso del torrente meandriforme. Dopo aver ricevuto il contributo di alcuni rii l'Osiglietta entra in comune di Millesimo e si getta da destra nella Bormida.

## Affluenti principali
- Torrente Melogno: è il principale ramo sorgentizio dell'Osiglietta e nasce dal versante sud del monte Settepani.
- Rio Marcozzera: raccoglie le acque della zona compresa tra il monte Settepani, il Bric Pionazzi e la Colla Baltera.
- Rio Moglie della Chiesa: nasce dal Bric Morte (1382 m) e raggiunge il Melogno e il Marcozzera nei pressi della chiesa parrocchiale.
- Rio Bertolotti: si origina dallo spartiacque tra la valle dell'Osiglietta e quella della Bormida di Millesimo e raggiunge il Lago di Osiglia in sinistra idrografica, in corrispondenza di una profonda insenatura.
- Rio Gino: raccoglie le acque di una vasta area del versante settentrionale delle cime di Ronco di Maglio e le convoglia nell'Osiglietta a valle della diga, nei pressi della fazione Rochi.

## Pesca
Il bacino del torrente è ricco soprattutto di cavedani e trote fario.